# Asahi (Mie)
Pour les articles homonymes, voir Asahi.
Asahi (朝日町, Asahi-chō) est un bourg du district de Mie, dans la préfecture de Mie, au Japon. Il se trouve à l'embouchure du fleuve Kiso.

## Géographie

### Démographie
Au 1er décembre 2014, la population d'Asahi s'élevait à 10 310 habitants répartis sur une superficie de 5,99 km2.